# Carl Studer
Pour les articles homonymes, voir Studer.
Carl Studer est un acteur français né le 8 janvier 1918 et mort en février 1989.

## Biographie
Carl Studer a commencé sa carrière d'acteur à 40 ans. Il a été révélé grâce au rôle principal qu'il a occupé dans le premier long métrage de Paul Paviot, Pantalaskas, sorti en 1960.

## Filmographie

### Cinéma
- 1959 : Deux hommes dans Manhattan de Jean-Pierre Melville : le sergent de police dans le snack
- 1960 : Pantalaskas de Paul Paviot : Casimir Pantalaskas
- 1961 : Dynamite Jack de Jean Bastia : Fred
- 1961 : Première Brigade criminelle de Maurice Boutel
- 1962 : Le Doulos de Jean-Pierre Melville : Kern
- 1962 : Le Procès d'Orson Welles : un bourreau
- 1963 : Mathias Sandorf de Georges Lampin : Matifou
- 1963 : Blague dans le coin de Maurice Labro : Karl
- 1963 : Le Jour et l'Heure de René Clément : le major Gordon
- 1964 : Les Félins de René Clément : Loftus
- 1965 : Je vous salue mafia de Raoul Lévy : Ruidosa
- 1965 : Le Chevalier des sables (The Sandpiper) de Vincente Minnelli : Harold
- 1965 : Le Gendarme à New York de Jean Girault
- 1966 : Martin soldat de Michel Deville
- 1967 : L'Homme qui trahit la mafia de Charles Gérard : Morgan
- 1968 : La Blonde de Pékin de Nicolas Gessner : le capitaine Hardy
- 1971 : Quelqu'un derrière la porte de Nicolas Gessner : Fisherman
- 1971 : Le Cinéma de papa de Claude Berri : l'Américain
- 1971 : Les Stances à Sophie, de Moshé Mizrahi
- 1973 : Le Mataf de Serge Leroy : Sam
- 1974 : Un linceul n'a pas de poches de Jean-Pierre Mocky : Raff
- 1977 : L'Imprécateur de Jean-Louis Bertuccelli : Voster
- 1980 : Les Borsalini de Michel Nerval : Gino
- 1983 : Édith et Marcel de Claude Lelouch

### Télévision
- 1964 : L'Abonné de la ligne U de Yannick Andreï : le Dr Brayer
- 1978 : Le Mutant de Bernard Toublanc-Michel : Lewis
- 1980 : La Conquête du ciel de Claude-Jean Bonnardot : un Américain